# Brushy Creek
Brushy Creek est une census-designated place située dans le comté de Williamson, dans l’État du Texas, aux États-Unis. Sa population s’élevait à 22 519 habitants lors du recensement de 2020.